# Chicago Board Options Exchange
Die Chicago Board Options Exchange (CBOE) mit Sitz in Chicago ist eine der weltgrößten Options-Börsen mit einem jährlichen Handelsvolumen von über einer Milliarde Kontrakten. Sie gehört zum Unternehmen Cboe Global Markets. Die Börse wurde 1973 gegründet und wird von der Securities and Exchange Commission reguliert.
CBOE bietet Optionen auf über 2200 Unternehmen, 22 Aktienindizes und 140 Exchange-traded funds (ETFs). Sie veröffentlicht täglich den weltweit beachteten CBOE Volatility Index (VIX), der die erwartete Schwankungsbreite des US-amerikanischen Aktienindex S&P 500 ausdrückt.

## Mitgliedschaften
Die Börse ist Mitglied in:
- World Federation of Exchanges[4]